# 富马内
富马内（義大利語：Fumane），是意大利威尼托大区维罗纳省的一个市镇。总面积34.28平方公里，人口4139人，人口密度120.7人/平方公里（2009年）。国家统计（ISTAT）代码为023035。

## 友好城市
- 義大利特拉塔利亚斯
- 阿根廷Urdinarrain（英语：Urdinarrain）
- 西班牙Atapuerca（英语：Atapuerca, Province of Burgos）